# Lista chorążych reprezentacji Chińskiego Tajpej na igrzyskach olimpijskich
Lista chorążych reprezentacji Chińskiego Tajpej na igrzyskach olimpijskich – lista zawodników i zawodniczek reprezentacji Chińskiego Tajpej, którzy podczas ceremonii otwarcia nowożytnych igrzysk olimpijskich nieśli flagę Chińskiego Tajpej.

## Lista chorążych
| Lp. | Rok i miejsce        | Chorąży          | Dyscyplina           |
| --- | -------------------- | ---------------- | -------------------- |
| 1   | 1956, Melbourne      |                  |                      |
| 2   | 1960, Rzym           |                  |                      |
| 3   | 1964, Tokio          |                  |                      |
| 4   | 1968, Meksyk         |                  |                      |
| 5   | 1972, Sapporo        |                  |                      |
| 6   | 1972, Monachium      | Chi Cheng        | Lekkoatletyka        |
| 7   | 1976, Innsbruck      |                  |                      |
| 8   | 1984, Sarajewo       |                  |                      |
| 9   | 1984, Los Angeles    | Lee Fu-an        | Lekkoatletyka        |
| 10  | 1988, Calgary        | Chen Chin-san    | Bobsleje             |
| 11  | 1988, Seul           | Lee Fu-an        | Lekkoatletyka        |
| 12  | 1992, Albertville    |                  |                      |
| 13  | 1992, Barcelona      | Wang Kuang-shih  | Baseball             |
| 14  | 1994, Lillehammer    | Sun Kuang-ming   | Bobsleje             |
| 15  | 1996, Atlanta        | Tu Tsai-hsing    | Strzelectwo          |
| 16  | 1998, Nagano         | Sun Kuang-ming   | Bobsleje             |
| 17  | 2000, Sydney         | Chiang Peng-lung | Tenis stołowy        |
| 18  | 2002, Salt Lake City | Lin Chui-bin     | Saneczkarstwo        |
| 19  | 2004, Ateny          | Chen Chih-yuan   | Baseball             |
| 20  | 2006, Turyn          | Ma Chih-hung     | Saneczkarstwo        |
| 21  | 2008, Pekin          | Lai Sheng-jung   | Softball             |
| 22  | 2010, Vancouver      | Ma Chih-hung     | Saneczkarstwo        |
| 23  | 2012, Londyn         | Chen Shih-chieh  | Podnoszenie ciężarów |
| 24  | 2014, Soczi          | Sung Ching-yang  | Łyżwiarstwo szybkie  |
| 25  | 2016, Rio            | Isheau Wong      | Jeździectwo          |
| 26  | 2018, Pjongczang     | Lien Te-an       | Saneczkarstwo        |
| 27  | 2020, Tokio          | Kuo Hsing-chun   | Podnoszenie ciężarów |
| 27  | 2020, Tokio          | Lu Yen-hsun      | Tenis                |